# Río Camesa
El Camesa es un río situado en el norte de España y perteneciente a la cuenca del río Duero.

## Curso
Tiene su nacimiento en el municipio palentino de Brañosera, en fuente de Rocamesa cerca de Peña Rubia, en la sierra de Híjar. Discurre brevemente por la comunidad autónoma de Cantabria a la altura del municipio de Valdeolea y, tras pasar por la localidad de Mataporquera, sale definitivamente de esta comunidad, uniéndose al río Pisuerga en las cercanías de Aguilar de Campoo, de nuevo en Palencia.
Como el río atraviesa el municipio cántabro de Valdeolea, convierte a este pequeño valle de Cantabria en el único territorio de la Comunidad que vierte sus aguas a la vertiente atlántica. Así Cantabria, junto con Castilla y León, se convierte en una de las únicas comunidades autónomas que vierten sus aguas a las tres cuencas: a la mediterránea a través del río Ebro, a la cantábrica a través de numerosos ríos y a la atlántica a través del Camesa.
Aparece descrito en el quinto volumen del Diccionario geográfico-estadístico-histórico de España y sus posesiones de Ultramar de Pascual Madoz con las siguientes palabras:

CAMESA: r. en la prov. de Palencia, part. jud. de Cervera del Rio Pisuerga: nace en el térm. de Saladillo á corta dist. del pueblo y punto llamado Oncamesa, fertiliza su terreno y praderas, tiene un puente de madera y otro de piedra mal construido, y al salir de la jurisd., deja tambien el part. pasando al de Reinosa, donde fecundiza los térm. de Mata de la Hoz, Reinosilla y otros, cruzándole en cada uno un puente de madera; vuelve á entrar en el part. por la jurisd. de Mataporquera, donde le atraviesan dos largos puentes de madera, y continúa su curso hacia Quintanilla de Canduela donde confluye con el Rubagon, conservando sin embargo aquel nombre; facilita aquí su paso un buen puente de piedra por donde va la carretera de Castilla á Reinosa, y aumentando asi su caudal, sigue en direccion de Porquera de los Infantes, donde tiene un ponton de piedra, y á la 1/2 leg. un puente de lo mismo con dos arcos en la carretera de Reinosa á Burgos; marcha luego cambiando su direccion á regar las heredades y praderas de Villallaus, en cuya jurisd. dan paso varios puentes de madera tan débiles, que casi todos los años hay que repararlos, y á la 1/2 leg. antes de llegar á Villaescusa de las Torres, desagua en el Pisuerga.
(Madoz, 1846, p. 342)